# Pobřežní bitevní loď

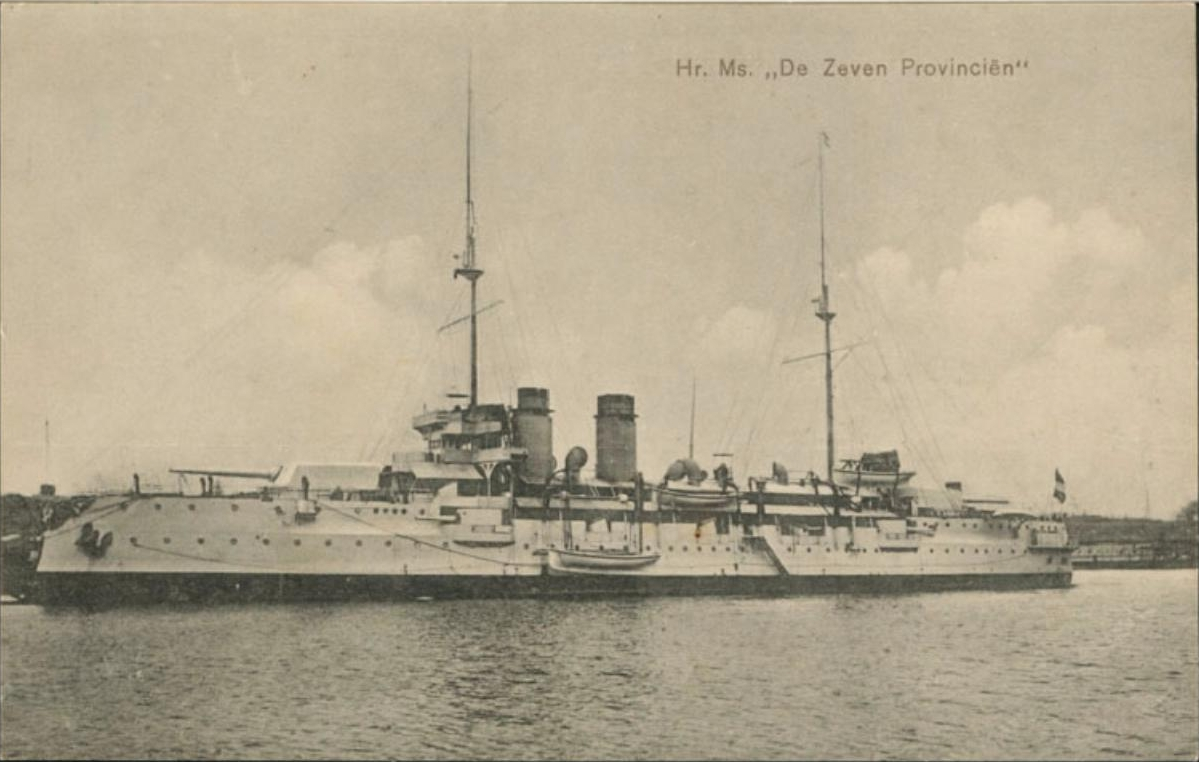
Nizozemská pobřežní bitevní loď De Zeven Provinciën

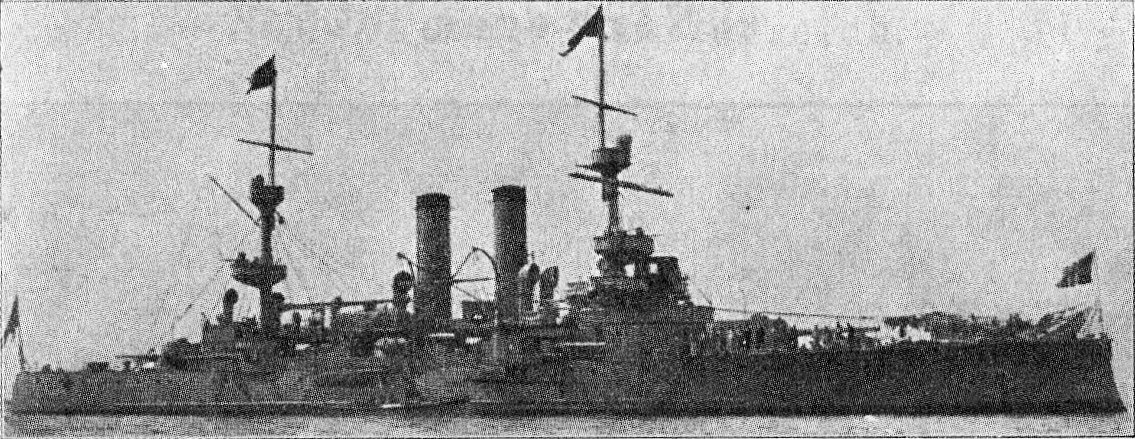
Norská pobřežní bitevní loď Eidsvold

Pobřežní bitevní loď byla  kategorie válečných lodí určených pro obranu pobřeží. Stavěly se hlavně v letech 1860 až 1920. Byly menší a levnější než plnohodnotné bitevní lodě. Pro silnou výzbroj a pancéřování obětovaly rychlost a dosah.
Pobřežní bitevní lodě stavěly státy s nevelkým námořnictvem nebo státy u uzavřených moří. Ostatní státy jako Anglie, Francie nebo Itálie využívaly k obraně pobřeží starší bitevní lodě, USA používaly monitory. Mezi státy, které pobřežní bitevní lodě stavěly patří Německo, Rusko, Norsko, Nizozemsko, Dánsko a Švédsko. Pobřežní bitevní lodě nepotřebovaly velký akční rádius, a proto vystačily s menší zásobou paliva. Jejich výtlak se pohyboval od 3000 t do 5000 t. Pancéřování tvořil boční pancéřový pás a pancéřová paluba, na něž navazovaly kasematy. Pancířem byla chráněná i velitelská věž. Výzbroj představovala těžká děla ráže od 20,3 cm do 28 cm, která byla umístěna v barbetách u starších typů, nebo ve věžích a kasematách. Jejich počet se pohyboval od dvou do šesti těžkých děl. Byla doplněna děly střední ráže, lehkými děly a torpédomety.
Jednou z největších pobřežních bitevních lodí byla nizozemská De Zeven Provinciën dokončená roku 1910. Její výzbroj tvořila dvě děla ráže 28 cm, čtyři děla ráže 15 cm, deset lehkých děl ráže 5,7 cm, tři děla ráže 3,7 cm a dva torpédomety. Zvláštními typy byly dvě ruské lodě třídy Novgorod, takzvané „popovky“, které měly talířovitý tvar a nebyly schopné přímé plavby, takže se využívaly jako plovoucí dělostřelecké baterie.